# Jaume Sorolla Menasanch
Jaume "Jay" Sorolla Menasanch (Roquetes, Tarragona, 18 de febrer de 1997) és un jugador de bàsquet català que juga en el Bàsquet Manresa de la Lliga ACB. Juga a la posició de Pivcot i fa 2,11m d'alt.

## Trajectòria[calcitació]

### Inicis
Es va formar a les categories inferiors del FC Barcelona, i en va formar part fins a arribar a la plantilla de l'equip 'B' a LEB Plata la temporada 2014/15, jugant 8 partits i sent titular en dos d'ells. La temporada 2015/16 va participar en la Sunrise Christian Academy amb seu en Wichita (Kansas, els Estats Units), i la següent campanya va ingressar en la Universitat de Valparaiso (Indiana) per a disputar la Conferència Horizon League de la Division I de la NCAA amb els Valparaiso Crusaders. Després de tres temporades al juny de 2019 va passar als Cincinnati Bearcats (Ohio).

### Professional
En la temporada 2020-21, torna a Espanya per a jugar al FC Barcelona B de la Lliga LEB Plata, amb aquest equip aconsegueix l'ascens a Lliga LEB Or.
El 18 de juliol de 2021, signatura pel Bàsquet Girona, de la Lliga LEB Or. Equip amb el qual assolí l'ascens a la lliga ACB. S'hi estigué fins al gener del 2025.
Al gener de 2025 canvia d'aires i fitxa pel Bàsquet Manresa de la Lliga ACB.

## Selecció nacional
Ha estat internacional a les categories inferiors de la selecció espanyola, disputant el Campionat d'Europa Sub-16 (2013), el Sub-18 (2014 i 2015) i el Sub-20 (2016), aconseguint la medalla d'Or en aquest últim torneig celebrat a Finlàndia.